# Museo regionale di Janów Lubelski
Il Museo regionale di Janów Lubelski è l'unico museo della città polacca di Janów Luebelski legato alle tematiche della propria regione di appartenenza. La sua sede permanente occupa gli spazi del Vecchio Carcere di Janów, costruito fra il 1825 e il 1826, adesso in fase di ristrutturazione. 
L’istituzione promuove mostre temporanee dal 2013 in sale parzialmente ristrutturate. La direzione e una delle sale espositive si trovano oggi nella sede provvisoriamente adibita a museo della Casa dell’Insegnante in via Ogrodowa 16. Il museo fu istituito come Museo dell’Azione Armata  (Muzeum Czynu Zbrojnego) il 1º gennaio 1986, funzione questa, mantenuta per i primi 10 anni di esistenza e assumendo poi l’attuale configurazione solo nel 1996. Da quel momento rappresenta una struttura autonoma, soggetta alle autorità locali.

## Raccolte ed esposizione degli esemplari
L’attività principale del museo consiste nella raccolta e nella presentazione delle collezioni. Gli oggetti sono suddivisi in varie raccolte legate a tematiche come: archeologia, storia, tradizione, cultura e arte della regione. Le varie collezioni sono entrate a far parte del museo tramite acquisto, trasferimento o donazione. L’istituzione incentiva la ricerca di informazioni in altri musei, biblioteche o archivi e fornisce le proprie collezioni gratuitamente per scopi di ricerca scientifica. Ne può approfittare chiunque voglia approfondire la storia o l’etnografia del distretto di Janów. 
Circa 50 persone usufruiscono ogni anno delle collezioni museali. Si tratta spesso di ricercatori per conto di case editrici o riviste, come ad esempio la rivista Janowskie Korzenie (“Le radici di Janów”).

## Esposizioni permanenti e temporanee
L’attività espositiva costituisce per il museo un modo per presentare le proprie collezioni al pubblico. Oltre alla mostra permanente, l’istituzione sovente organizza delle mostre temporanee. Ne deriva che il rapporto di cooperazione con altri musei, biblioteche e istituzioni simili riveste un ruolo centrale per la vita del museo stesso. Fra le istituzioni che più frequentemente hanno cooperato con l’istituzione ricordiamo: Accademia Polacca delle Scienze (Polska Akademia Nauk), Istituto della Memoria Nazionale (Instytut Pamięci Narodowej), Associazione National Geographic Polska, Museo Etnografico Statale a Varsavia, Museo Nazionale a Varsavia.

## Ricerche scientifiche
Il museo a Janów Lubelski si occupa di ricerche scientifiche nel distretto di Janów, soprattutto per quanto riguarda l’acquisizione di nuovi reperti archeologici, documenti storici ed etnografici. Ricercando anche informazioni legate alla storia e alla cultura della regione di Janów, in archivi pubblici e privati, occupandosi della conservazione di documenti e materiali rinvenuti. 
Il museo organizza workshop e laboratori per gli studenti della Facoltà di Studi Culturali dell’Università Marie Curie-Skłodowska di Lublino (UMCS).

## Editoria
Il museo pubblica i cataloghi delle sue mostre. Oltre a ciò, è co-editore o editore di libri, tra cui vanno menzionati:
- Janów Lubelski 1640–2000, a cura di Zenon Baranowski, Barbara Nazarewicz, Józef Łukasiewicza, Sandomierz: Wydawnictwo Diecezjalne, 2000, 302 pp.
- Zenon Baranowski, Rys historyczny miejscowości powiatu janowskiego (“I cenni storici delle città del distretto di Janów”), Lublin, Stalowa Wola: „Sztafeta”, 2001. 171 pp.
- Janowskie Gimnazjum i liceum w oczach wychowanków (“Il ginnasio e il liceo di Janów agli occhi degli studenti”; 1993, opera collettiva, 59 pagine).
- Łążek garncarski (1995, Barbara Nazarewicz).
- Janowskie Korzenie (“Le radici di Janów”).

## Attività didattica
Il museo collabora con le scuole del distretto di Janów, offrendo vari programmi didattici. Spesso vengono organizzati anche seminari sulle mostre e sulle esposizioni. Il museo cerca di mantenere tradizioni locali e abilità che vanno scomparendo, come la lavorazione della ceramica e del vimini, organizzando laboratori per bambini e ragazzi. Il museo di Janów co-organizza anche eventi culturali in città, ad esempio il Festiwal kaszy (“Festival del grano mondo”) o la Jarmark Janowski (“Fiera di Janów”).